# Anisentomon heterochaitum
Anisentomon heterochaitum är en urinsektsart som beskrevs av Yin 1977. Anisentomon heterochaitum ingår i släktet Anisentomon och familjen trakétrevfotingar. Inga underarter finns listade i Catalogue of Life.